# Nishi Hironori
Hironori Nishi (西 弘則 Nishi Hironori, sinh ngày 25 tháng 2 năm 1987 ở Kumamoto, Kumamoto) là một cầu thủ bóng đá người Nhật Bản hiện tại thi đấu cho Kamatamare Sanuki.

## Thống kê sự nghiệp câu lạc bộ
Cập nhật đến ngày 23 tháng 2 năm 2018.
| Thành tích câu lạc bộ | Thành tích câu lạc bộ | Thành tích câu lạc bộ | Giải vô địch | Giải vô địch | Cúp                   | Cúp                   | Cúp Liên đoàn | Cúp Liên đoàn | Khác    | Khác      | Tổng cộng | Tổng cộng |
| Mùa giải              | Câu lạc bộ            | Giải vô địch          | Số trận      | Bàn thắng    | Số trận               | Bàn thắng             | Số trận       | Bàn thắng     | Số trận | Bàn thắng | Số trận   | Bàn thắng |
| Nhật Bản              | Nhật Bản              | Nhật Bản              | Giải vô địch | Giải vô địch | Cúp Hoàng đế Nhật Bản | Cúp Hoàng đế Nhật Bản | Cúp Liên đoàn | Cúp Liên đoàn | Khác1   | Khác1     | Tổng cộng | Tổng cộng |
| --------------------- | --------------------- | --------------------- | ------------ | ------------ | --------------------- | --------------------- | ------------- | ------------- | ------- | --------- | --------- | --------- |
| 2009                  | Roasso Kumamoto       | J2 League             | 43           | 8            | 1                     | 0                     | -             | -             | -       | -         | 44        | 8         |
| 2010                  | Roasso Kumamoto       | J2 League             | 35           | 4            | 2                     | 0                     | -             | -             | -       | -         | 37        | 4         |
| 2011                  | Oita Trinita          | J2 League             | 32           | 7            | 2                     | 0                     | -             | -             | -       | -         | 34        | 7         |
| 2012                  | Oita Trinita          | J2 League             | 24           | 3            | 0                     | 0                     | -             | -             | 0       | 0         | 24        | 3         |
| 2013                  | Oita Trinita          | J1 League             | 25           | 0            | 4                     | 1                     | 4             | 0             | -       | -         | 33        | 1         |
| 2014                  | Oita Trinita          | J2 League             | 30           | 0            | 2                     | 0                     | -             | -             | -       | -         | 32        | 0         |
| 2015                  | Oita Trinita          | J2 League             | 39           | 1            | 1                     | 0                     | -             | -             | 1       | 0         | 41        | 1         |
| 2016                  | Kamatamare Sanuki     | J2 League             | 35           | 3            | 2                     | 0                     | -             | -             | -       | -         | 37        | 3         |
| 2017                  | Kamatamare Sanuki     | J2 League             | 32           | 4            | 0                     | 0                     | -             | -             | -       | -         | 32        | 4         |
| Tổng cộng sự nghiệp   | Tổng cộng sự nghiệp   | Tổng cộng sự nghiệp   | 295          | 30           | 14                    | 1                     | 4             | 0             | 1       | 0         | 314       | 31        |

1Bao gồm Relegation Playoffs to J3.